# Emberá-Wounaan
Emberá-Wounaan és una comarca indígena de Panamà. Va ser creada en 1983 a partir de dos enclavaments situats en la Província de Darién, específicament dels districtes de Chepigana i Pinogana. La seva capital és Unión Chocó. La seva extensió és de 4383,5 km² i té una població de 9.269 habitants (2004), la majoria d'aquests pertanyen a les ètnies emberà i wounaans. La comarca es divideix en dos districtes i cinc corregimientos: 
| Districte | Capital      | Àrea (km²) | Població (2004) | Corregimientos |
| Cémaco    | Unión Chocó  | 3089,2     | 7.040           | 3              |
| Sambú     | Puerto Indio | 1.294,3    | 2.229           | 2              |